# Björsäters kyrka, Östergötland
Björsäters kyrka är en kyrkobyggnad i Björsäter i Linköpings stift. Den är församlingskyrka i Åtvids församling.

## Kyrkobyggnaden
En tidigare stavkyrka från 1100-talets början, som låg omedelbart söder om den nya kyrkan. Delar av en målad träpanel, som återanvänts på vinden och i tornet på den nya, skänktes i början av 1900-talet till Statens historiska museum.
Nuvarande kyrka uppfördes av byggmästare Casper Seurling och invigdes 20 september 1800 av biskop Jacob Axelsson Lindblom. Kyrkan består av enskeppigt långhus med halvrunt kor i öster och halvrund vägg i väster. Vid långhusets västra vägg finns kyrktornet med ingång. Öster om koret finns en vidbyggd sakristia. En ut- och invändig renovering genomfördes vid mitten av 1800-talet under ledning av bröderna August och Johan Robert Nyström. Vid två tillfällen år 1936 samt år 1949 renoverades kyrkan under ledning av arkitekt Johannes Dahl i Tranås.

## Inventarier
- En dopfunt av kalksten är ett gotländskt arbete från senare delen av 1200-talet eller början av 1300-talet.
- Ett triumfkrucifix är från 1400-talet.
- I kyrkan finns två predikstolar, dels en altarpredikstol som tillverkades 1709 av bildhuggare Gabriel Beutin, samt dels en predikstol på norra väggen som tillkom 1949.

### Orgel
- En orgel av okänt ursprung med 7 stämmor skänkter av Hindrik Reuter och Catharina Hindersdotter. Ombyggd 1722 av Carl Björling (orgelbyggare) till 5 stämmor. 1768 reparerades den på order av riksråder Sinklairs befallning av Gustaf Lagergren, Östra Husby.[1] Orgeln sätts 1837 upp i Skärkinds kyrka.
- 1831 bygger Gustaf Andersson, Stockholm, en orgel med 10 stämmor och en manual.
- Nuvarande orgel kom på plats 1949 och är byggd av Nils Hammarberg i Göteborg. Fasaden är från 1831 års orgel och orgeln är pneumatisk. Det finns två fria kombinationer, registersvällare och automatisk pedalväxling.

| Huvudverk I    | Svällverk II    | Pedal       | Koppel    |
| Principal 8’   | Rörflöjt 8’     | Subbas 16’  | I/P       |
| Dubbelflöjt 8’ | Fugara 8’       | Oktava 8’   | II/P      |
| Oktava 4’      | Principal 4’    | Koralbas 4' | II/I      |
| Flöjt 4’       | Gemshorn 4’     | Fagott 16'  | I 4'/I    |
| Oktava 2'      | Nasat 2 2⁄3'    |             | II 16'/I  |
| Mixtur 4 ch    | Blockflöjt 2'   |             | II 4'/I   |
| Trumpet 8'     | Ters 1 3⁄5'     |             | II 16'/II |
|                | Scharf 4 ch     |             |           |
|                | Dulcianregal 8' |             |           |
|                | Tremulant       |             |           |